# Georgij Dzjikija
Georgij Tamazovitj Dzjikija (ryska: Георгий Тамазович Джикия, georgiska:გიორგი თამაზის ძე ჯიქია), född 21 november 1993 i Moskva, är en rysk fotbollsspelare av georgisk härkomst som spelar för Spartak Moskva. Han representerar även Rysslands fotbollslandslag.